# ムイーヌッディーン・アキール
ムイーヌッディーン・アキール（Moinuddin Aqeel; ウルドゥー語: معین الدین عقیل, ラテン文字転写: Mu‘īn al-Dīn Aqīl, 1946年1月25日 - ）はカラーチー在住のパキスタン人ウルドゥー語研究の碩学。カラーチー大学ウルドゥー文学研究科長や国際イスラーム大学（イスラーマーバード）ウルドゥー文学研究科長を歴任。1993年から2000年まで東京外国語大学外国語学部ウルドゥー語学科で客員教授を務めた。

## 生い立ち
1946年1月25日、インドのデカン地方に位置するハイダラーバード藩王国内のオードギール (Audogir) で生まれた。1953年3月にパキスタンの当時の首都カラチに移住した。

## 教育と研究
カラチ大学の学部を卒業後、大学院に進み、アブル・ライス・スィッディーキー教授の指導の下、1969年にカラチ大学ウルドゥー学部修士号を取得。修士論文タイトルは「パキスタン運動における言語的な背景」。1970年にカラチ大学の講師として勤め始めた。1971年、博士課程在籍中に『パキスタン運動とマウラーナー・マウドゥーディー』を出版。1975年、カラチ大学にて博士号取得。博士論文のタイトルは「独立運動におけるウルドゥー語の役割」。2003年には19世紀の女性が執筆した現存する最古のウルドゥー語日記の校訂『過ぎ去りし物語』が高く評価され、カラチ大学から上級学位に当たるD.Lit.を受けた。

## 外国人を対象としたウルドゥー語教育
1969年から在カラチ米国総領事館や日本外務省専門職に対してウルドゥー語教育を実施。日本人として最初の教え子は中野勝一。 1986年から1年間イタリアのナポリ東洋大学でウルドゥー語教育を担当。1993年から2000年まで東京外国語大学外国語学部ウルドゥー語学科での客員教授。2000年以降は、大東文化大学（2004年7月～9月）、大阪大学世界言語研究センター(2007年10月～2008年3月)、京都大学アジア・アフリカ地域研究科(2007年7月～2008年10月)に招聘客員教授として来日した。

## 受賞歴
2013年(平成25年) 日本政府より「日本・パキスタン間の友好親善及び相互理解の促進に寄与」した功績により旭日中綬章を受章。

## 京都大学アキール文庫
2012年に京都大学大学院アジア・アフリカ地域研究研究科がアキール博士の個人蔵書約2万6千冊を受け入れ、これを「アキール文庫 (Aqeel Collection)」として所蔵している。「アキール文庫」の分類法はアキール氏独特のものが採用されている。ムガル朝期やインド独立運動期等に分類できる時代史やデリーやデカン、ラクナウー、パンジャーブ、スィンドといった地方史、イスラーム世界に影響を与えた思想家、ウルドゥー文学史、詩人伝、文人伝、人名録、南アジアにおける教育制度や言語問題など、所蔵されている本のテーマは多岐にわたる。「アキール文庫」の特徴は「アキール博士が御自身の研究関心分野に基づいて収集した多彩な文献によって構成されている点」にあり、一つの分野に固執することなく、学際的な観点から収集を行ってきたことにある。またウルドゥー語出版物はその出版部数の少なさから現在入手不能なものが数多くあり、特にアキール博士の出生地であるデカン地方やダカニー文学に関する文献が、他の個人コレクションを比較して充実している。またアキ―ル文庫に特化した研究として、科学研究費助成事業基盤研究 (B)「南アジア諸語イスラーム文献の出版・伝播に関する総合的研究」があり、所蔵文献に特化したデータベースが公開されている。

## 主な著作
- 『ムスリム・ヒンドゥスターン：文学、歴史そして文化』2015
- 『輝く東方：日本におけるイスラーム、パキスタン、ウルドゥー語と文学の研究』2010
- Iqbal from Finite to Infinite: Evolution of the Concept of Islamic Nationalism in British India2008
- 『独立運動におけるウルドゥー語の役割』2008
- 『パキスタンにおける言語と文学：諸問題と論争』1999
- 『パキスタンにおけるウルドゥー文学：動機や傾向の形成期』1995
- 『パキスタン運動における教育的背景』1992
- 『独立運動とハイダラーバード藩王国』1990
- 『パキスタンにおけるウルドゥー語研究：主題と水準』1987
- 『デカンとイラン：バフマニー朝とイランの知的文化的関係』1983

### 「アキール文庫」に関する研究
- 小倉智史、2016、「アキール文庫カシミール関連コレクション［A309］」、『イスラーム世界研究』9巻 pp. 187-191
- 北田信、2014、「ウルドゥー文学前史: 南インドのウルドゥー語文献」、『イスラーム世界研究』7巻 pp. 152-161
- 北田信、2016、「アキール文庫に含まれるダカニー・ウルドゥー語文学コレクション［C201-208, C301-307］」、『イスラーム世界研究』9巻 pp. 144-148
- 近藤信彰、2016、「アキール文庫コレクション : ペルシア語詩人伝を中心に」、『イスラーム世界研究』9巻 pp. 140-143
- 篠置理子、2014、「ムイーヌッディーン・アキール博士文庫: アブル・アアラー・マウドゥーディー関連書籍に関して」、『イスラーム世界研究』7巻 pp. 162-171
- 須永恵美子、2016、「アキール・コレクションにおけるマウドゥーディー追悼資料［A809］」、『イスラーム世界研究』9巻 pp. 192-196
- 二宮文子、2016、「アキール文庫スーフィズム関連コレクション［A1304-1309, A1403, B003, B801-804, B901-902］」、『イスラーム世界研究』9巻 pp. 182-186
- 浜口恒夫、2016、「南アジア現代史における「ナショナリスト・ムスリム」と「ムスリム・ナショナリスト」の確執 : アキール文庫所蔵資料を手掛かりに」、『イスラーム世界研究』9巻 pp. 127-135
- 萬宮健策、2016、「アキール・コレクションにおけるスィンディー語資料」、『イスラーム世界研究』9巻 pp. 136-139
- ムハンマド・アースィフ、2016、「アキール文庫のイクバール学コレクションについて」、『イスラーム世界研究』9巻 pp. 149-164
- ムハンマド・アースィフ、2016、「アキール文庫 サイイド・アフマド・ハーンとアリーガル運動関連文献」、『イスラーム世界研究』9巻 pp. 165-171
- ムハンマド・アースィフ、2016、「アキール文庫 現代ウルドゥー詩関連文献 : ファイズ、ラーシド、マジード・アムジャド、ミーラージー、アフタル・シーラーニー」、『イスラーム世界研究』9巻 pp. 172-181